# Чекарда (разрез)
Чекарда — местонахождение ископаемых остатков животных и растений пермского периода на левом берегу реки Сылвы в 1,3 км на северо-запад от деревни Чекарда, близ устья реки Чекарда. Геологический памятник природы Пермского края.
На территории памятника природы обеспечивается охрана уникального геологического разреза, где в обнажениях горных пород встречаются находки ископаемых остатков растений, насекомых (например, Tshekardocladus sparsus), панцирных пауков, многоножек, а также скелетов древних земноводных и ископаемых рыб нижнепермского возраста. Отложения относятся к кунгурскому ярусу (283—272 млн лет).
В 2023 году группа палеонтологов из России и Польши под руководством Александра Храмова из Палеонтологического института РАН сообщила об открытии найденных в разрезе Чекарда представителей рода Tillyardembia (семейство Tillyardembiidae), являющихся древнейшими предполагаемыми насекомыми-опылителями.